# Forstheim
Forstheim – miejscowość i gmina we Francji, w regionie Grand Est, w departamencie Dolny Ren.
Według danych na rok 1990 gminę zamieszkiwało 561 osób, 111 os./km².
Źródło danych: Insee
Zdjęcie satelitarne: Google Maps